# Live in NYC 12/31/92
Live in NYC 12/31/92 är ett livealbum av Pearl Jam som skickades till personer som förbeställde det senaste albumet på den officiella hemsidan. Det är en inspelning av bandets spelning i New York den 31 december 1992.

## Låtlista
1. "Wash" (en snabb version som aldrig mer spelades)
2. "Sonic Reducer"
3. "Why Go"
4. "Even Flow"
5. "Alone"
6. "Garden"
7. "Daughter"
8. "Dirty Frank"
9. "Oceans"
10. "Alive"
11. "Leash"
12. "Porch"